# طرخشقون متوسط
طرخشقون متوسط (الاسم العلمي:Taraxacum intermedium) هو نوع من النباتات يتبع جنس الطرخشقون من الفصيلة النجمية.